# Stathmonotus
Stathmonotus is een geslacht van straalvinnige vissen uit de familie van snoekslijmvissen (Chaenopsidae).

## Soorten
- Stathmonotus culebrai Seale, 1940
- Stathmonotus gymnodermis Springer, 1955
- Stathmonotus hemphillii Bean, 1885
- Stathmonotus lugubris Böhlke, 1953
- Stathmonotus sinuscalifornici (Chabanaud, 1942)
- Stathmonotus stahli (Evermann & Marsh, 1899)
- Stathmonotus tekla Nichols, 1910